# Nocny portier
Nocny portier (wł. Il portiere di notte) – włoski film z 1974 roku w reżyserii Liliany Cavani.

## Fabuła
Maximilian Theo Aldorfer był oficerem SS w obozie koncentracyjnym. Nastoletnia więźniarka Lucia stała się tam jego niewolnicą seksualną, ale też była pod jego opieką i zapewne dzięki temu przetrwała. Max kazał zabić więźnia, który ją maltretował i dał jej w prezencie jego odciętą głowę podczas imprezy, gdzie śpiewała ona topless strażnikom w niekompletnym mundurze SS piosenkę Marleny Dietrich Wenn ich mir was wünschen dürfte (Gdybym mogła wypowiedzieć życzenie). W roku 1957 w Wiedniu (czyli niedługo po odjeździe wojsk radzieckich) spotykają się przypadkiem ponownie. Ona, teraz Lucia Atherton, jest żoną amerykańskiego dyrygenta. On został nocnym portierem w hotelu, gdzie małżonkowie się zatrzymali. Wznawiają w tym hotelu, a potem w mieszkaniu Maksa swój specyficzny romans, po wyjeździe męża. Max zwierza się hrabinie Stein mieszkającej w hotelu, że odnalazł swoją "małą dziewczynkę", co ta uważa za szalone. Max zabija na rybach Maria, byłego nazistę, który wie, że Lucia wciąż żyje. Kontakty ze świadkiem zbrodni wychodzą jednak na jaw i nie podobają się kolegom Maksa z SS, pod wodzą Hansa Folgera, którzy zacierają swoją przeszłość poprzez fizyczną likwidację świadków i niszczenie dokumentów, przedtem jednak urządzają na ich podstawie pseudoprocesy we własnym gronie. Max jest „miękkim” członkiem grupy, ma spore wyrzuty sumienia, odczuwa wstyd i dlatego woli pracę w nocy, by nie pokazywać się ludziom. W końcu porzuca hotel, by cały czas spędzać z Lucią. Koledzy doprowadzają do uwięzienia pary w mieszkaniu poprzez nieustanną obserwację i zastraszanie. Blokują zakupy żywności, której wkrótce zaczyna brakować. Zastępuje ją seks. Lucia doprowadza się prawie do utraty przytomności z głodu. Gdy esesman odcina elektryczność, Max w mundurze nazistowskim i Lucia w peniuarze podobnym do tego, który nosiła w obozie opuszczają budynek i odjeżdżają. Podąża za nimi samochód. Zatrzymują się na moście i o świcie idą przed siebie. Rozlegają się dwa strzały i kochankowie padają martwi. 

## Obsada
- Dirk Bogarde jako Maximilian Theo Aldorfer
- Charlotte Rampling jako Lucia Atherton
- Philippe Leroy jako Klaus
- Gabriele Ferzetti jako Hans
- Giuseppe Addobbati jako Stumm
- Isa Miranda jako hrabina Stein
- Nino Bignamini jako Adolf
- Marino Masé jako Atherton
- Nora Ricci